# 제2회 미쟝센 단편 영화제
제2회 미쟝센 단편 영화제는 2003년 6월 25일에 열린 시상식이다.

## 수상 및 후보

### 비정성시 최우수작품상
- 여기가 끝이다 - 박인제 수상

### 사랑에관한짧은필름 최우수작품상
- 원더풀 데이 - 김현필 수상

### 절대악몽 최우수작품상
- 그의 진실이 전진한다 - 신재인 수상

### 희극지왕 최우수작품상
- 신동양 수퍼맨 - 임성운 수상

### 4만번의구타 최우수작품상
- 겁쟁이들이 더 흉폭하다 - 이권 수상

### 심사위원특별상
- 인생 - 김준기 수상
- 1호선 - 이하 수상
- 생산적 활동 - 오점균 수상
- 알버트 - 조형식 수상
- 갈치괴담 - 김한민 수상

### 미래상
- 무떼 - 김용천 수상
- 무떼 - 서민창 수상

### 관객상
- 2D or Not 2D - 최원재 수상

### 비정성시 부문
- 계절의 끝 - 홍민기
- 나무들이 봤어 - 노동석
- 맥도날드 소년 - 김미진
- 먼지 - 홍재희
- 미친 김치 - 강지이
- 비둘기 - 강만진
- 소년병 - 김경모
- 얼음비행기 - 김유진
- 여기가 끝이다 - 박인제
- 인생 - 김준기
- 택시기사, 택시를 타다 - 조정호
- 휴가 - 이정표
- 슈퍼 모스 - 김다영

### 사랑에 관한 짧은 필름 부문
- 기린휴게소 - 김효관
- 사이에 두고 - 박동훈
- 여름으로 가는 문 - 서정민
- 원더풀 데이 - 김현필
- 자전거 소년 - 유지태
- 쥐구멍은 어디에 있나 - 임병훈
- 춘희 - 박정선
- 플롯 - 권지연
- 후회해도 소용없어 - 박경목
- 1호선 - 이하
- 2D or Not 2D - 최원재

### 희극지왕 부문
- 꽃시절 - 정길영
- 생산적 활동 - 오점균
- 스페셜메뉴 - 정혜은
- 신동양 수퍼맨 - 임성운
- 에미 속 타는 줄도 모르고 - 박미령
- 웃음을 참으면서 - 김윤성
- 제목없는 이야기 - 김진곤
- I Love Picnic - 임아론
- 오! 뷰리풀 라이프 - 김인숙
- 뉴스페이퍼 - 방의석 외1명
- 우리 아버지는 간첩입니다 - 이성태

### 절대악몽 부문
- 그의 진실이 전진한다 - 신재인
- 난청지역 - 한우정
- 기억, 발꿈치를 들다 - 강경훈
- 나를 건드리지 마세요 - 임의균
- 리워드 - 박성범
- 몽유 - 정강우
- 빨간 모자 - 이창석
- 알버트 - 조형식
- 우리 순이는 어디로 갔을까? - 남다정
- 인톨러런스 - 송미나
- 전기공들 - 정서경
- 하교길 - 신은영

### 4만번의 구타 부문
- 갈치괴담 - 김한민
- 겁쟁이들이 더 흉폭하다 - 이권
- Hitch - 안일환
- 머리가 아프다 - 오지선
- 무떼 - 김용천 외1명
- 얼굴은 바람에 찔리운다 - 이강욱
- 오늘도 무사히 - 권오윤
- 최강 남매 트레이닝기 - 장재일
- The eyes - 심세윤
- 뒤통수 후리려다.. 후림 당하다 - 박준범

### 해외 초청작
- 다음 역에 내리겠어요 - 필리페 오레인디
- 스미스씨의 장례식 - 디데릭 반 로이엔
- 빈센트 - 거트 엠브레츠
- 천둥번개 치던 - 파스칼 토베이
- 로헬리오 - 길예르모 아리아가
- 인생은 찬스 - 올리버 카스트로
- 로드킬 - 예룬 아노케
- 당신은 다음에 - 산드라 솔라레스
- 화장실에서 - 우베 이른징어
- 헌티드 - 데이빗 글리슨
- 굳어가는 - 킵 홀
- 신세지는 밤 - 카를로스 쿠아론
- 차 한잔 하시겠어요 - 살바도르 아귀레 외1명
- 토니노 - 미쉘 반 야르스펠트
- 나는야 수퍼맨 - 하야시 료
- 오래된 습관 - 토니 웨이크필드
- 사소한 실수 - 더크 벨리엔